# Ireneusz (Atanasiadis)
Ireneusz, nazwisko świeckie Mikołaj Atanasiadis (ur. 1933) – grecki biskup prawosławny, w latach 2006–2021 zwierzchnik półautonomicznego Kreteńskiego Kościoła Prawosławnego.

## Życiorys
Absolwent Instytutu Teologicznego na Krecie, studia teologiczne kontynuował w szkole Patriarchatu Konstantynopolitańskiego na wyspie Chalki oraz w college Warminister w Wielkiej Brytanii. Służył w Bristolu w parafii Patriarchatu Konstantynopolitańskiego, a następnie na Krecie, był m.in. kierownikiem instytutu, którego jest absolwentem.
Chirotonię biskupią przyjął w 1975.
Na zwierzchnika autonomicznego Kreteńskiego Kościoła Prawosławnego został jednogłośnie wybrany przez jego Synod nieco ponad miesiąc po śmierci poprzednika, arcybiskupa Tymoteusza III, 30 sierpnia 2006.
W czerwcu 2016 r. uczestniczył w Soborze Wszechprawosławnym na Krecie.
W 2021 r. ze względów zdrowotnych przeszedł w stan spoczynku.